# الانتخابات في بونتلاند

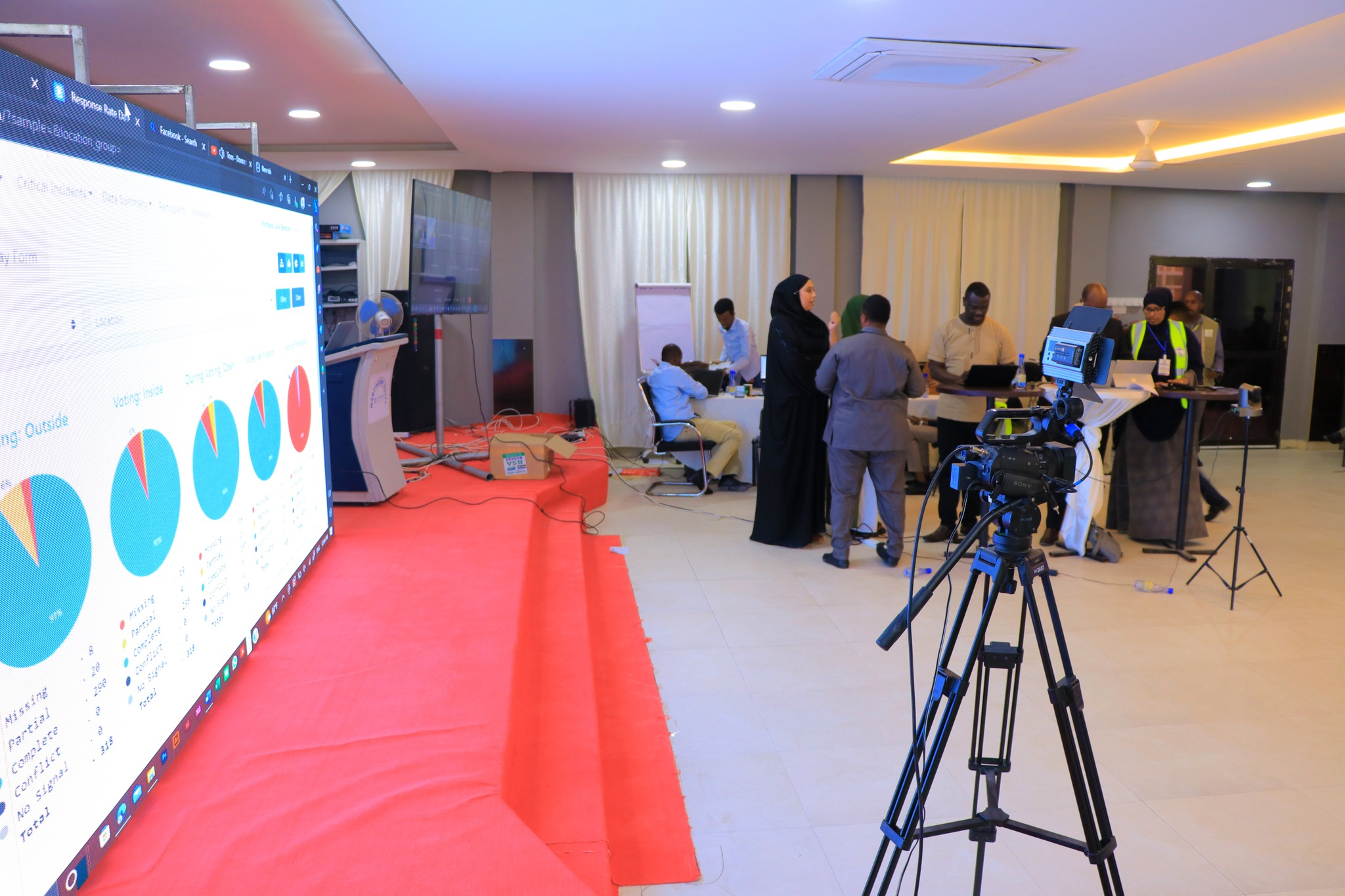
غرفة عمليات الانتخابات في غاروي

تجري ولاية بونتلاند الصومالية، انتخاباتها من خلال نظام التصويت غير المباشر. يقوم الشيوخ المحليون باختيار المندوبين الذين يصوتون بعد ذلك لأعضاء البرلمان، مجلس النواب في بونتلاند، المجلس التشريعي ذو الغرفة الواحدة، ( (بالصومالية: Gollaha Wakiilada Dawladda Puntland)‏ وبدوره ينتخب رئيس الدولة (الرئيس) و(نائب الرئيس). وتهدف العملية إلى إشراك مختلف العشائر وضمان تمثيلها في الهيكل السياسي.

## تاريخ
وفي عام 1998، أعلن زعماء شمال شرق البلاد تشكيل ولاية بونت لاند الصومالية. أعلن رئيس بونتلاند، عبد الله يوسف أحمد، علناً أنه لا يخطط للانفصال عن بقية الصومال. ومع ذلك، في يوليو 2001، رفض أحمد الالتزام بالدستور والتنحي عن منصبه. وأدى ذلك إلى مواجهة مع رئيس المحكمة العليا يوسف حاج نور، الذي طالب بسلطات رئاسية مؤقتة في انتظار الانتخابات.
وفي نوفمبر 2001، انتخب شيوخ القبائل التقليديون جامع علي جامع رئيسًا جديدًا. ورفض عبد الله قبول قرار الحكماء، وفي ديسمبر/كانون الأول 2001، استولى على العاصمة الإدارية جاروي بدعم إثيوبي، حسبما ورد. هرب جامع إلى بوصاصو . وبحلول أوائل مايو/أيار 2002، كان عبد الله قد استولى على بوصاصو وسيطر على بونتلاند بشكل عام. انسحبت القوات الموالية لجامع علي جامع من بوصاصو دون قتال.
واستمر كل من عبد الله وجامع في المطالبة بالرئاسة، واستمرت الجهود المبذولة لحل النزاع حتى نهاية العام. بالإضافة إلى ذلك، ظل الحظر المفروض على الأحزاب السياسية في بونتلاند ساريًا من عام 1998 إلى عام 2010.
في أوائل عام 2013، أعلن الرئيس فارولي "شخص واحد، صوت واحد" وأقر مشروع قانون الانتخابات من خلال مجلس النواب في بونتلاند، الحكومة. وفي بونتلاند، ألغيت انتخابات المجالس المحلية المقرر إجراؤها في 15 تموز/يوليه في اليوم السابق بسبب تزايد أعمال العنف المرتبطة بالانتخابات. وقد رحبت المجتمعات المحلية وأحزاب المعارضة والمجتمع الدولي بالقرار.

## قائمة الانتخابات

### انتخابات رئاسية
| تاريخ          | انتخابات                             | ملحوظات                                                                                                   |
| -------------- | ------------------------------------ | --- |
| 1 أغسطس 1998   | الانتخابات الرئاسية في بونتلاند 1998 | تم انتخاب عبد الله يوسف أحمد رئيسًا مؤسسًا.                                                                 |
| 14 نوفمبر 2001 | الانتخابات الرئاسية في بونتلاند 2001 | جامع علي جامع منتخب من قبل وفد من الزعماء التقليديين، بونتلاند لم يتم الاعتراف بجامع كرئيس ثاني لبونتلاند |
| 8 يناير 2005   | الانتخابات الرئاسية في بونتلاند 2005 | تم انتخاب محمود موسى هيرسي من قبل مجلس النواب في بونتلاند ، الرئيس الثالث لبونتلاند                       |
| 8 يناير 2009   | الانتخابات الرئاسية في بونتلاند 2009 | انتخاب عبد الرحمن فارولي رئيساً رابعاً لولاية بونتلاند                                                      |
| 8 يناير 2014   | الانتخابات الرئاسية في بونتلاند 2014 | عبد الولي غاس الرئيس الخامس لولاية بونتلاند                                                               |
| 8 يناير 2019   | الانتخابات الرئاسية في بونتلاند 2019 | سعيد عبد الله دني الرئيس السادس                                                                           |
| 8 يناير 2024   | الانتخابات الرئاسية في بونتلاند 2024 | إعادة انتخاب سعيد عبد الله دني                                                                            |

### الانتخابات المحلية
| تاريخ          | انتخابات                            | مقاعد                  | الأصوات |
| -------------- | ----------------------------------- | ---------------------- | ------- |
| 25 أكتوبر 2021 | الانتخابات البلدية في بونتلاند 2021 | وحصل كاه على 35 مقعدا  | 9,869   |
| 25 مايو 2023   | الانتخابات البلدية في بونتلاند 2023 | وحصل كاه على 286 مقعدا | 68,165  |